# Rio Bronx
O Rio Bronx é um curso de água que cruza a cidade de Nova Iorque.

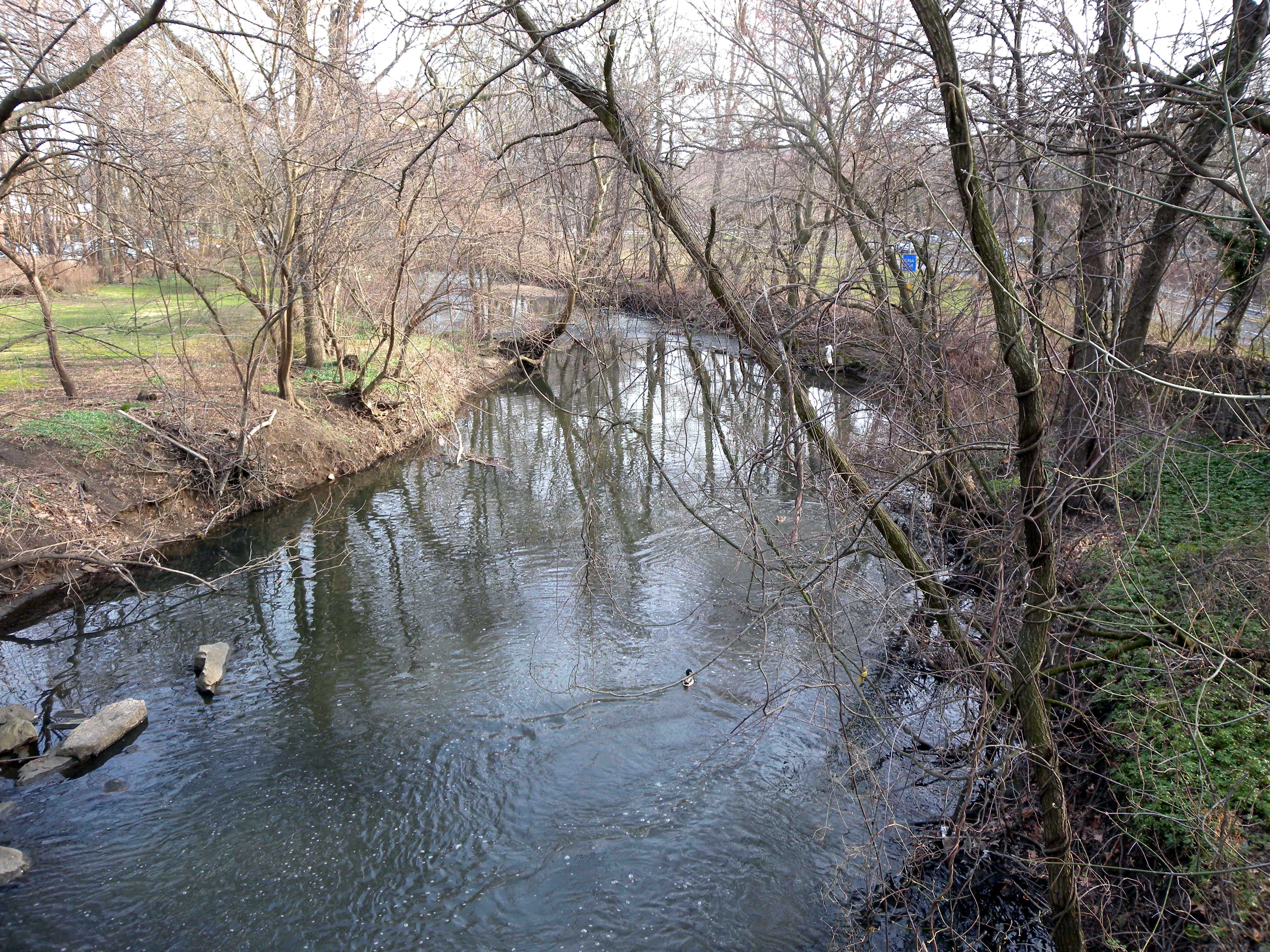
O Rio Bronx, nas proximidades de Nova Iorque

Medindo 39 km de extensão, esta linha de água é o único rio de água doce existente na cidade de Nova Iorque, uma vez que os demais cursos d'água denominados localmente como rios, dentre eles o Hudson e o East, apresentam água salobra ou salgada, em virtude da entrada de água marinha devido à oscilação das marés.
Esse rio enfrentou severos problemas de poluição ao longo dos séculos XIX e XX. Contudo, ações recentes de despoluição desenvolvidas por grupos de defesa ambiental se mostraram eficientes e o curso de água está, atualmente, livre de dejetos contaminantes.